# 15112 Arlenewolfe
15112 Arlenewolfe è un asteroide della fascia principale. Scoperto nel 2000, presenta un'orbita caratterizzata da un semiasse maggiore pari a 2,3000569 UA e da un'eccentricità di 0,1468063, inclinata di 3,80353° rispetto all'eclittica.